# 星久喜町
星久喜町（ほしぐきちょう）は、千葉県千葉市中央区にある町丁。郵便番号は260-0808。

## 地理
千葉市中央区の中央部に位置しており、中央区仁戸名町、松ケ丘町、青葉町、矢作町、若葉区加曽利町、大宮町と隣接する。かつては「ほしごきちょう」であった。

### 河川
- 都川
- 支川都川

## 歴史

### 地名の由来
星久喜村は元禄年間の文献にも見られる歴史の長い地名であるが、起源については明らかとされていない。

### 沿革
- 1944年（昭和19年）2月11日 - 千城村の合併に伴い千葉市の一部となる。
- 1992年（平成4年）4月1日 - 千葉市が政令指定都市へ移行し、中央区の一部となる。

## 世帯数と人口
2021年（令和3年）3月末現在の世帯数と人口は以下の通りである。
| 世帯数    | 人口    |
| --------- | ------- |
| 3,169世帯 | 6,461人 |

## 小・中学校の学区
市立小・中学校に通う場合、学区は以下2通りとなる。
|                     | 小学校               | 中学校               |
| ------------------- | -------------------- | -------------------- |
| 星久喜町第1団地周辺 | 千葉市立仁戸名小学校 | 千葉市立松ケ丘中学校 |
| 上記を除く          | 千葉市立星久喜小学校 | 千葉市立星久喜中学校 |

## 交通
- 京葉道路：松ヶ丘インターチェンジ（北） - 千葉東ジャンクション
- 国道126号千葉東金道路 - 千葉東ジャンクション - 千葉東インターチェンジ
- 国道16号千葉バイパス
- 千葉県道20号千葉大網線
- 青葉の森通り

## 施設
- 千葉市立星久喜小学校
- 千葉市立星久喜中学校
- 千葉市都市緑化植物園